# Pierre Jodet
Pierre Jodet (* 8. April 1921 in Vendœuvres; † 9. Januar 2016 in Le Blanc) war ein französischer Radrennfahrer und nationaler Meister im Radsport.

## Sportliche Laufbahn
Jodet war Straßenradsportler und im Querfeldeinrennen (heutige Bezeichnung Cyclosport) aktiv. 1950 gewann er die nationale Meisterschaft im Querfeldeinrennen vor Georges Meunier. 1947, 1948, 1954 und 1957 wurde er Vize-Meister hinter Roger Rondeaux. Von 1944 bis 1957 war er Berufsfahrer. Bei den Cyclocross-Weltmeisterschaften 1950 und 1951 gewann er die Bronzemedaille. 1953 kam er auf den 6. Platz, 1954 holte er die Silbermedaille, 1955 wurde er 4., 1956 6. und 1957 8. Auf der Straße gewann er 1953 das Eintagesrennen Paris–Alençon.